# Saint-Max
 Saint-Max  es una población y comuna francesa, en la región de Lorena, departamento de Meurthe y Mosela, en el distrito de Nancy y cantón de Saint-Max.

## Demografía
| 8521 | 12 489 | 12 463 | 11 656 | 11 075 | 10 939 |
| Para los censos de 1962 a 1999 la población legal corresponde a la población sin duplicidades (Fuente: INSEE [Consultar]) |        |        |        |        |        |